# Hippói Szent Ágoston
Hippói Ágoston (latinul: Aurelius Augustinus Hipponensis) vagy egyházi nevén Szent Ágoston (Thagaste, Észak-Afrika, 354. november 13. – Hippo Regius, 430. augusztus 28.) hippói püspök, teológus, filozófus.  Az egyházatyák egyike, akit 1298-ban szentté avattak és ugyanebben az évben egyházdoktor címmel ruháztak fel. Írásai hatással voltak a nyugati filozófia és a nyugati kereszténység fejlődésére. Kortársa, Jeromos szerint "újraalapította az ősi hitet". Vele kezdődik a filozófia antropológiai fordulata.
Fiatalkorában a manicheus hit, majd később a kereszténység és az újplatonizmus hellenisztikus filozófiája vonzotta. Miután harminckét éves korában, 387-ben megkeresztelkedett, először pappá, majd 395-ben Hippo (ma: Annába) püspökévé szentelték. Kidolgozta saját filozófiai és teológiai nézetét, amely különféle módszereket alkalmaz. Számos vallási vitába keveredett, először a manicheusok, majd a donatisták és végül a pelagiánusok ellen. Ezek a viták jelentős írásokhoz is vezettek, amelyekből három mű emelkedik ki: a Vallomások, Az Isten Városáról és A Szentháromságról.
Ő a nyugati kereszténység egyik legbefolyásosabb filozófusa, egész Aquinói Tamásig. Szinte az egész középkor ideológiája belőle táplálkozott. Beleépítette a keresztény filozófiába mindazt, amit fontosnak gondolt nemcsak a neoplatonikusoktól, hanem Cicerótól, Platóntól, a sztoikus filozófiától is. A később megjelenő inkvizíció is részben az ő eszméiből táplálkozott; Ágoston ugyanis nyíltan követelte az erőszak alkalmazását a szakadároknak a hivatalos egyházba való visszaterelése érdekében.
Gondolkodói hagyatékának számos eleme máig él a keresztény teológiában és bölcseletben: ilyen a platonizmusa, a kegyelemről vagy az eredendő bűnről szóló tanítása, a predesztináció tana. Gondolatai nemcsak a nyugati kereszténység fejlődése szempontjából voltak meghatározóak, hanem erkölcsi értékei normák maradtak Európa számára. Ő dolgozta ki az „''igazságos háború''” elméletét is. Katolikus és protestáns vezetők sora hivatkozott műveire, amelyeket a 17. századtól gondos kezek gyűjtöttek egybe és adtak közre egyre alaposabb és teljesebb nyomtatott kiadásokban.
A keleti kereszténységben viszont a tanításai sokkal vitatottabbak. A vele kapcsolatos legvitatottabb tant, a filioque-t az ortodox egyház elutasította. További vitatott tanításai közé tartoznak az eredendő bűnről, a kegyelem tanáról és az eleve elrendelésről alkotott nézetei.

## Élete

### Származása

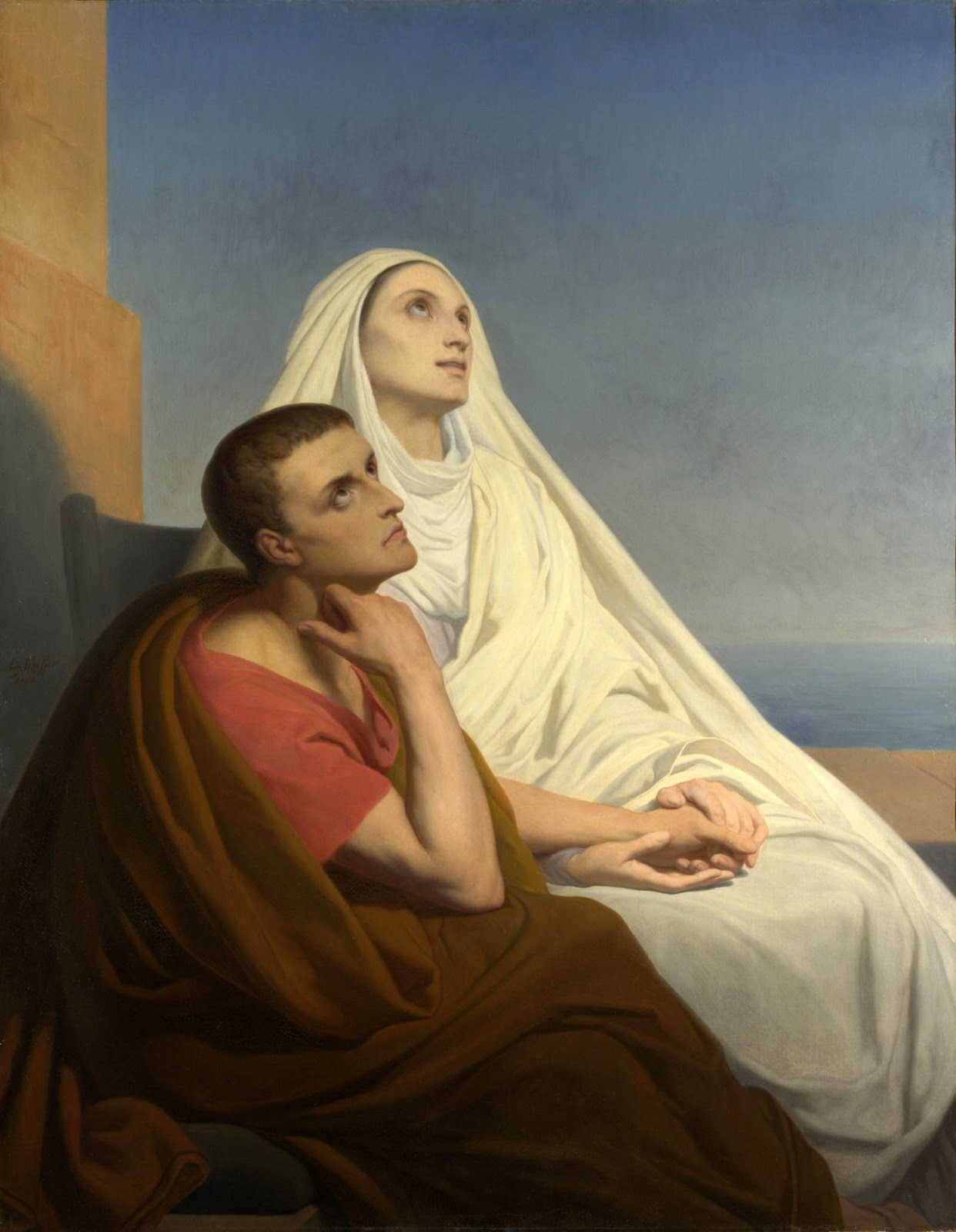
Ary Scheffer (1795–1858): Szent Ágoston és Mónika (az anyja)

Észak-Afrikában, egy numídiai kisvárosban, Tagastéban (a mai Algéria keleti részén) született, Africa római provinciában, amelynek bár római volt a fennhatósága és a neve, a népe nem volt az. Feltehetőleg ő is föníciai-berber-latin keverékű családból származott; későbbi munkáiban gyakran előfordulnak pun szavak.
Apja, Patricius községi elöljáró (curialis) volt, anyja, Mónika keresztény családból származott. Patriciusról keveset tudunk, pogány volt, és csak halálos ágyán, felesége könyörgéseinek eleget téve keresztelkedett meg. Ágoston visszaemlékezéseiből kitűnik, hogy nem szívelhette túlságosan az apját: emlegeti, hogy az anyjával együtt nevetett, amikor a tanító megbotozta, amit pedig ő elviselhetetlen megaláztatásnak érzett. Ágoston említést tesz arról, hogy apja többször is házasságtörést követett el, azonban felesége mindig eltűrte férjének cubilis iniurias, házastársi hűtlenségeit. Ágoston hozzáfűzi azt is, hogy végtelenül jó ember volt, de egyúttal hirtelen haragú és indulatos. 371-ben halt meg – felesége negyvenéves korában – ekkor Ágoston tizenhét éves volt. Míg apjáról keveset és tartózkodón beszél, az anyjáról sokat írt: egy koros és szigorú rabszolganő nevelte, s még lány korában rászokott a borra és sokat ivott, ám később sikerült leszoknia róla. Nagyon fiatalon ment férjhez, anyósa családi pletykák miatt gyűlölte, később sikerült kibékülniük. Nagyon vallásos volt, keresztény nézeteitől soha nem tért el, ő vezette elsőként fiát a kereszténység útjára.
Ágoston külsejéről nem maradt fenn leírás, azonban lehetséges, hogy édesanyja berber volt (a Mónika berber eredetű név). Emiatt nem szokatlan Ágostont színes bőrrel vagy negroid vonásokkal ábrázolni.

### Gyermekkora
Ágoston 354. november 13-án, vasárnap született. Ezekben az időkben Rómában II. Constantius császár uralkodott, aki épp Ágoston születésének napján végeztette ki Polában Constantius Gallus consult. Születése éve a harmincötödik pápa, Szent Libériusz pápaságának idejére esett.
A szülők Ágostont szellemi pályára szánták: tanulmányait hétéves korában a thagastei grammatikai iskolában kezdte el. Tanítója gyakran botozta meg, aminek következményeként meggyűlölte a könyveket és az iskolát. A legjobban a görögöt és az aritmetikát utálta, görögül soha nem is tanult meg, egész életében fordításban olvasta a görög bölcsek műveit. Vergilius költészete azonban lenyűgözte: amikor az elhagyott Didó siralmait szavalta, sírva fakadt. Gyakran járt színházba, barátaival együtt maga is próbált színműveket előadni. Igyekezett lekenyerezni játszótársait, hogy rendezzék előadásait, ezért gyakran kijátszotta szülei és tanítói éberségét, és több mindent ellopott a pincéből. Visszaemlékezéseiben még idős korában is lelkiismeret-furdalással küzdött e lopások miatt.
Tanulmányait Madaurában, Lucius Apuleius ókori filozófus szülővárosában folytatta, ahol ékesszólást (retorikát) és irodalmat tanult. Tizenkét éves volt és nem szívesen hagyta el Thagastét, mivel Madura, bár csak pár mérföldre feküdt onnan, hozzá viszonyítva nagyvárosnak számított. Ott ismerkedett meg Apuleius műveivel, amelyeket később többször is említ írásaiban. A De magia című műről azt mondta az Isten Városában, hogy „copiosissima et disertissima oratio” (csodálatosan dús és ragyogó mű), de említi az Aranyszamarat, felhasználja a démonokra vonatkozó adatait, és még egy Mercellinushoz idézett levélben, 412-ben is hivatkozik rá, hogy bebizonyítsa a mágikus mesterkedések semmiségét. Apuleius tanulmányozása készítette fel a filozófiai tanulmányokra, amelyekre később Marcus Tullius Cicero Hortensius című műve indította. Ő volt az első aki megszabadította Ágostont a puszta szó és az üres irodalom szeretetétől.

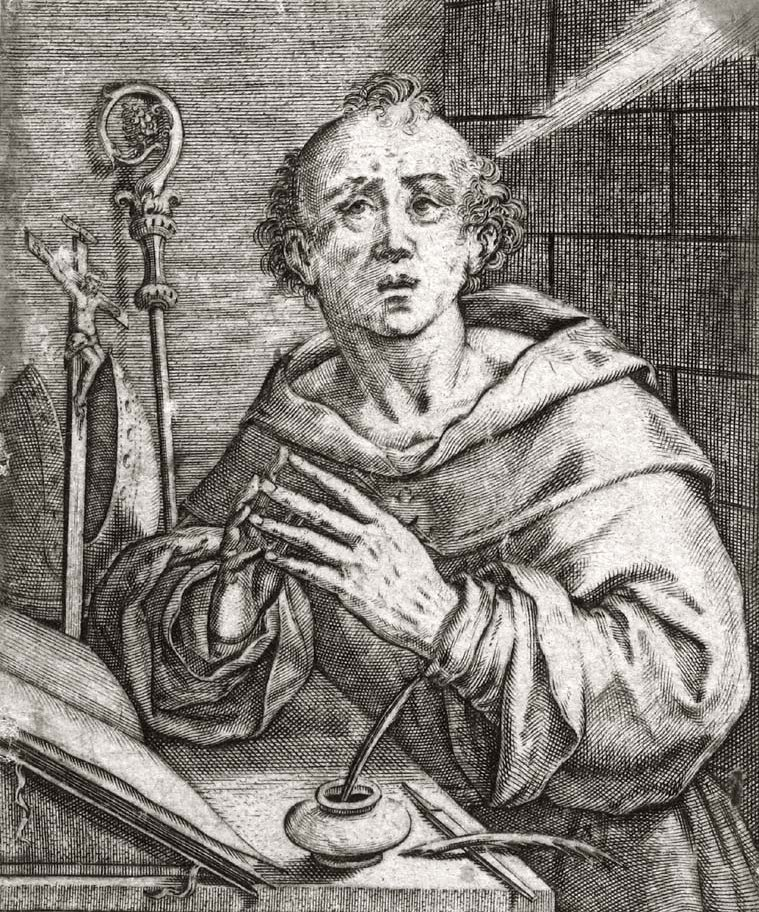
Ágoston egyik ábrázolása

A madaruai platonikus tanokat azonban megszakította a testi válság, amely a következő években feldúlta Ágostont.

### Kamaszkora
Patricius, a csekély jövedelmű kisbirtokos nem bírta fedezni Madaurában tanuló fia költségeit, így Ágostonnak haza kellett mennie, és egy esztendőn keresztül, egészen tizenhat éves koráig otthon maradt Thagastéban. Kicsapongó életet élt, olthatatlanul szomjazta a testi élvezeteket, később a Vallomásokban a következőket írta ezekről az évekről: „Mi volt legnagyobb élvezetem? Szerelmet adni, szerelmet kapni. De engem nem elégített ki a lélek vonzódása a lélekhez: a barátság ragyogó birodalma. Mámoros gőzök szálltak folyton testi vágyaim mocsarából és ifjú erőm forrásaiból, és úgy ködbe, homályba burkolták szívemet, hogy nem tudott különbséget tenni a szeretet csendes derűje és fajtalan kívánkozás sötétsége között.” Közkeletű vélekedés, hogy ebben az időszakban kipróbálta a homoszexuális kapcsolatokat is, de ez az elképzelés vitatott.
371-ben, tizenhét éves korában Karthágóba utazott, ahol Cicero Hortensius című művének hatására filozófiával kezdett foglalkozni. Ekkortájt gyakran járt keresztény templomokba is. Bár nagyon szeretett volna megházasodni, anyja ezt nem engedte meg neki. Ennek ellenére 371-ben magához vett egy karthágói lányt, akinek neve örökre titokban maradt, és vele élt együtt egészen 385-ig, amikor anyja, Mónika rávette, hogy hagyja el. A következőket írta erről az időszakról: „Egyetlen nőszeméllyel éltem, és hű voltam hozzá. Vele saját magamon tapasztaltam ki, mi különbség lehet a gyermekáldás céljából kötött házasélet módja és a rendetlen szerelmi összeállás között, amelyben, ha már megvan, nem lehet nem szeretni.” Ágostonnak ettől a nőtől tizennyolc éves korában, 372-ben fia született: Adeodatus, aki később, 387-ben atyjával együtt vette fel a keresztséget Szent Ambrus kezéből.

### Első megtérése
Apja halála és fia születése évében, Romanianus nevű barátja anyagi segítségének köszönhetően Ágoston Rómába utazott, ahol beiratkozott az egyik retorikai iskolába. Ebben az iskolában került kezébe Cicero mára már elveszett, a filozófia védelmére írt dialógusa, a Hortensius, amelynek elolvasása után Ágoston érzelmei és szándékai gyökeresen megváltoztak: ezt az eseményt tekinthetjük az első megtérésének. A következőket írta erről: „Ez a könyv egész lelkivilágomat megváltoztatta, imádságomat feléd irányította Uram, s új vágyakat, új célokat adott nekem. Gyarlónak láttam egyszerre minden hiú törekvést, s hihetetlenül tüzes vágyakozás gyulladt bennem, hogy felkeljek és hozzád térjek.” Ágoston eddig úgy gondolkodott, hogy a szónoki művészet elérése a legszebb cél, ám ezután nem a nyelv csiszolása lett a célja, hanem az értelem fölemelése: nem a szavakkal játszani, hanem a szent igazságot kutatni. Cicero bebizonyította Ágostonnak, hogy a féktelen élet a legszörnyűbb baj: hogy az érzéki élvezetek megrontják a látást, elpusztítják a testet. Az igazság ismerete viszont Isten megismerését jelenti, így ekkoriban vette kezébe először a Bibliát is, azonban első olvasmányai után az ékesszóláshoz szokott Ágoston kiábrándult az egyszerű nyelven íródott Könyvből. Tizenhárom évnek kellett eltelnie ahhoz, hogy újra visszatérjen a keresztény úthoz.

### Manicheista évei

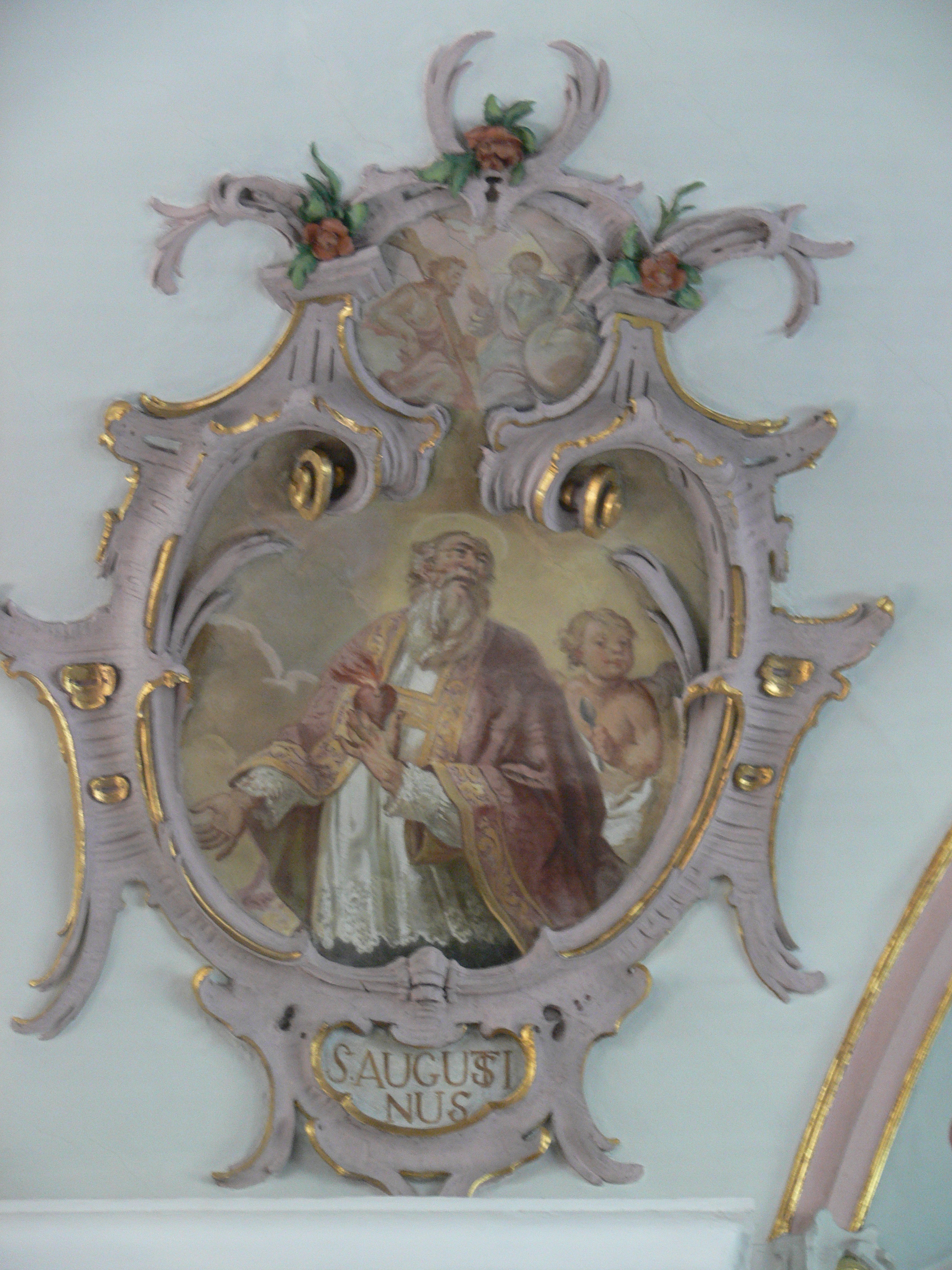
Franz Joseph Hermann Ágostont ábrázoló freskója

Karthágóban tevékenykedtek olyan titokzatos és ékesszóló férfiak, akik azt állították, hogy ők bírják és tanítják az igazságot, mégpedig nem a kinyilatkoztatott igazságot, amelyet vakon el kell fogadni, hanem kézzelfogható és bebizonyítható igazságot, amely minden titkot eloszlat. Ezek az emberek keletről származó tanítást, a 215-ben született Mani tanításait követték, ők voltak a manicheisták. Ágoston manicheussá válásának az okát a következőképp magyarázza: 
„… abból az egyetlen okból keveredtünk ezek közé az emberek közé, mert szüntelenül azt hajtogatták, hogy ha félredobjuk a tekintély terrorját, a tiszta és egyszerű ésszel is Istenhez tudják vezetni, és meg tudják szabadítani minden tévelygéstől azokat, akik követik őket.”
Ágoston ebben az időben, a manicheista tanítással összhangban, materialista világszemléletet vallott, ugyanis a manicheista tanok szerint minden létező anyagi természetű, még Isten is.
Amikor 374-ben visszatért Thagastéba, hogy grammatikát tanítson, néhány barátját is beszervezte a manicheizmusba. Anyját is meg akarta téríteni, az azonban emiatt elűzte fiát a házából, így Ágoston bizonyos ideig kénytelen volt kebelbarátjának, Romanianusnak házában élni.
Később, amikor egy közeli barátjának halálát nehezen tudta feldolgozni, titokban elhagyta Thagastét, és Karthagóba költözött. Távozásáról csupán barátja, Romanianus tudott. Itt folytatta filozófiai tanulmányait, és írt egy manicheus elvekre támaszkodó, tisztán tapasztalati, materialista esztétikai értekezést is. Művét a kor kiváló szónokának, Hieriusnak ajánlotta, azonban az nem válaszolt rá. Filozófiai tanulmányai mellett Ágoston zenetudományt, mértant, számtudományt és csillagászatot is tanult, mindeközben folytatta manicheus apostolkodását is: újabb és újabb híveket toborzott a manicheizmusnak. Közben Karthágóba érkezett egy manicheus püspök, a milevei Faustus, aki maga is numida volt, és akitől Ágoston a világ titkának a feltárását remélte. Ezt követően, anyja tiltakozása ellenére, Rómába költözött.
Ágoston a 383. év végén érkezett Rómába. Kezdetben egy manicheus házban lakott az afrikai kolónia, a Vicus Capitis Africae negyedében. Ekkoriban a manicheus vallás hivatalosan tiltva volt: Diocletianus a 296. évben halálbüntetést vagy bányamunkát szabott ki Mani minden követőjére. Ezt a törvényt Theodosius 382-ben kizárólagos halálbüntetésre változtatta. Időközben Ágostont malária támadta meg, de túlélte a kórt. Egészsége visszanyerése után retorikai iskolát nyitott, tanítványai többsége azonban becsapta őt, a tandíj fizetése elől megszöktek az iskolából. 384-ben Mediolanumba, a mai Milánóba utazott Quintus Aurelius Symmachusnak, Róma kormányzójának kérésére, hogy szónoklatot írjon a kereszténység kedvéért eltávolított Victoria oltár visszaállítása érdekében. Symmachus nagyon meg volt elégedve Ágoston szónoklatával, így a pártfogásába vette.
Mediolanumba érkezésekor Ágoston először Ambrus püspököt látogatta meg, aki nemcsak a város püspöke volt, hanem a birodalom egyik leghatalmasabb embere: császárok és hercegek tanácsadója, a Nyugat legkiválóbb főpapja. Ambrus világosította fel Ágostont, ő tanácsolta neki, hogy olvassa Izaiást, és később ő keresztelte meg, azonban soha nem kerültek közeli, baráti kapcsolatba. Ambrus sohasem érdeklődött Ágoston Vallomásai iránt, nem hívta meg hosszabb beszélgetésekre, sőt négyszemközti beszélgetésre sem. A következő két évben 385-ben és 386-ban Ágoston Ambrus beszédeit hallgatta, aki a Szentírás magyarázatban Philónt és Órigenészt követte. Leginkább Ambrusnak az a Szent Pál idézete ragadta meg, miszerint „A betű öl, a lélek pedig megelevenít”, aminek következtében ráeszmélt, hogy a Biblia, melyet eddig mélységesen lenézett, olyan mint a csodák földje, amelyre sötét és szűk nyílásokon keresztül jut el az ember. Közben Ágoston anyja, Mónika, váratlanul másik fiával, Navigiusszal Milánóba utazott, és ő is Ambrus beszédeit hallgatta, akinek hatására Ágoston szakított a manicheusokkal, és beállt jelöltnek (katekuménnek) a katolikus egyházba.
A következő években asszonyával, fiával, anyjával és öccsével Mediolanumban élt, és iskolát működtetett. Közben, anyja kényszerítésére, elhagyta szerény vagyonnal rendelkező ágyasát, akivel tizennégy évig élt együtt, hogy egy gazdag lányt vegyen feleségül. A nőt visszaküldte Afrikába, fiát azonban nem engedte az anyjával menni. A kijelölt menyasszony még nem volt tizennégy éves, ezért Ágoston újabb ágyast vett maga mellé, ám az esküvő sohasem következett be.

### Második megtérése

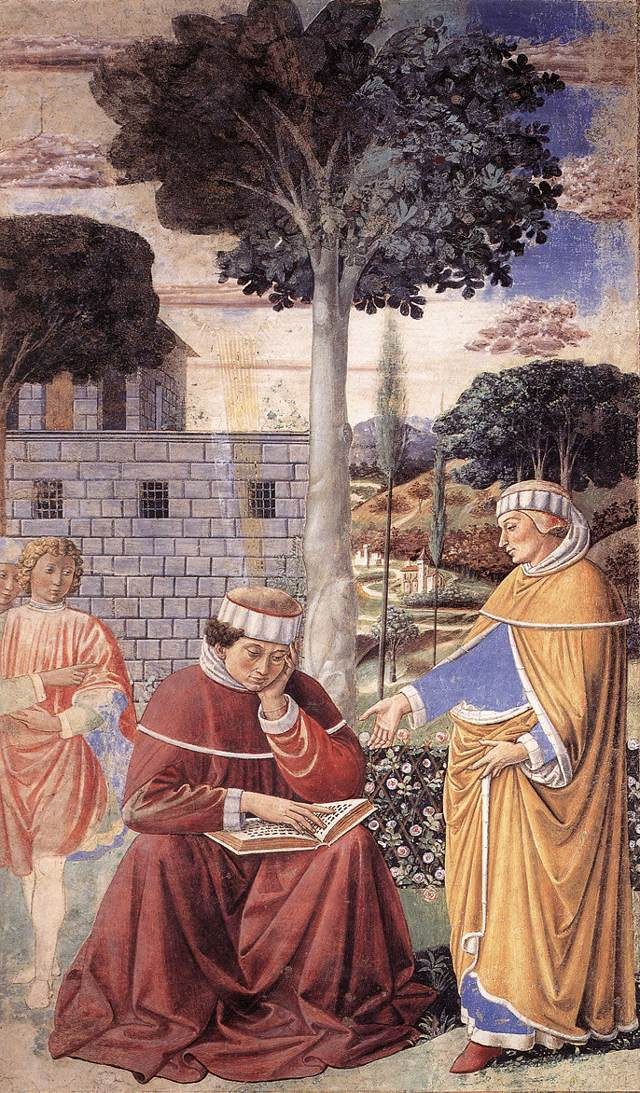
Benozzo Gozzoli: Szent Ágoston megtérése

Ambrus hatására Ágoston komolyan kezdte venni a katolikus tanításokat, azonban Isten szellemiségét és a bűn eredetét nem tudta elfogadni. Szellemes feltevéseket agyalt ki, hogy el tudja képzelni Isten lényegét és Isten viszonyát a világhoz. Panteista szemléletet vallott, a világot olyannak képzelte el, mint valami szivacs, amelyet körbefog az istenség óceánja. Felhagyott az asztrológia tanulmányozásával.
Plótinoszt és Porphyriót tanulmányozta (latin fordításban), akik nagy hatással voltak gondolkodására. Plótinosznak köszönhetően Istent egységesnek és tiszta szellemnek fogta fel, végtelen tökéletességnek. Ez a felfogása megoldotta a bűn problémáját is: a rossz a jónak hiánya, és nem valami különálló valóság, ahogyan azt a manicheusok hitték. Plótinosz feltárta előtte Isten lényegét, Szent Pál pedig az egyetlen utat mutatta meg neki: Krisztust.
Intellektuális megtérését morális megtérés követte egy misztikus kerti élmény hatására. Így ír erről a Vallomásokban: „Egyszer csak fiú- vagy leányhangot hallok a szomszéd házból. Énekelt, s ezt ismételgette: Tolle, lege! Tolle, lege! Vedd és olvasd! Vedd és olvasd! … Visszanyomtam könnyeim áradatát, s felugrottam, mert semmi mást, égi parancsot láttam e jelben, hogy nyissam ki a Szentírást, s olvassam el a szemembe ötlő legelső fejezetet.” Felkapva a könyvet Pál rómaiakhoz írt levelét olvasta: „…tisztességben járjunk: nem tobzódásokban és részegeskedésben, nem ágyasházakban és szemtelenségekben, nem versengésben és irigykedésben, hanem öltözzetek az Úr Jézus Krisztusba, és a testet ne ápoljátok a kívánságok szerint.” (Róm 13,13-14) Ágoston ettől a pillanattól lemondott az asszonyi társról, és Krisztus felé fordult.
Anyjával, fiával és néhány barátjával visszavonult a Brianza tartománybeli Cassiacumba, egy vidéki villába. Összesen kilencen laktak itt: Ágoston, a fia, Adeodatus, az öccse, Navigius, unokaöccsei, Rusticus és Lastidianus, földije és tanítványa, Trigetius, Romanianus fia, Licentius, Alypius és anyja, Mónika. Itt írta meg első három dialógusát: a szkepszis ellen Contra Academicos (Az akadémikusok ellen) címmel, a megismerés lehetséges voltáról De beata vita (A boldog életről) címmel, valamint arról, hogy a világ rendjének megismerése Istenhez vezet, De ordine (A rendről) címmel. Ugyancsak itt írta meg lírai imafüzérét, a Soliloquia-t is.
Ágoston 387. április 25-én megkeresztelkedett. Eldöntötte, hogy visszatér Afrikába és kolostort alapít, amely nem olyan lesz, mint a cassiacumi, félig filozófiai, félig vallásos, hanem egészen keresztény. Útban Afrika felé, Ostiában várakoztak a hajóra, amikor anyja hirtelen megbetegedett, és meghalt. Mónika halála után Ágoston Rómába ment, és ott maradt az elkövetkező évben. 388-ban alkalma volt megismerkedni a katolikus egyház akkori fejével, Sziriciusz pápával, akinek megbízásából megírta a Katolikus Egyház Erkölcseiről és a Manicheusok Erkölcsei című munkákat. Még az év nyarán Ostiában egy Karthagóba induló hajóra szállt, és visszatért Africába. Vele tartott Alypius és Adeodatus is.

### Visszatérése Afrikába
Karthágóban a helytartóság egykori ügyvédjénél, Innocentiusnál szállt meg, majd az év végén visszatért szülővárosába, Thagastéba, ahol kolostort alapított. Innen a századok folyamán fejlődött ki az Ágoston-rend. Tervbe vette a hét szabad művészet enciklopédiájának elkészítését, de ezek közül mindössze néhány készült el: a még Milánóban elkezdett De musica (A zenéről), a manicheusok ellen íródott De genesi, egy dialógus, a De magistro és az első mesterműve, a De vera religione (Az igazi vallásról). Közben Thagastében meghalt alig tizenhétéves fia, Adeodatus. A kolostort Ágoston 389 elején alapította, majd 391-ben Hippóba költözött.

### Hippó püspöke

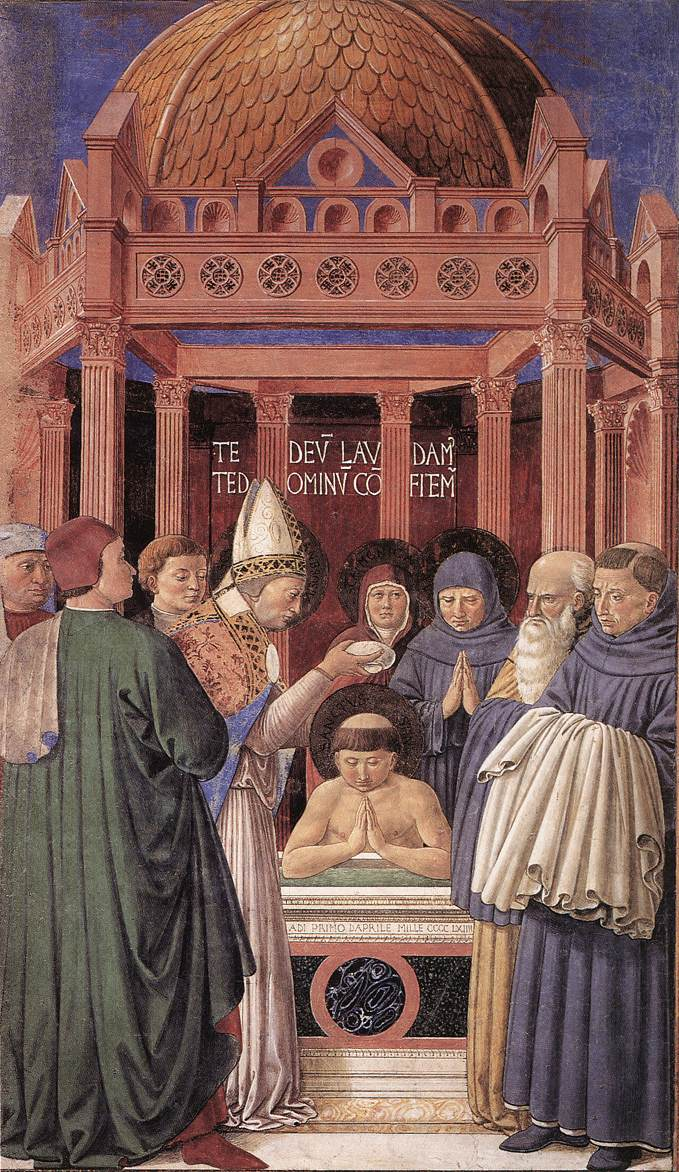
Benozzo Gozzoli: Ágoston megkeresztelkedése

A 390. év végén Hippo Regiusba (ma: Annába, Algéria) érkezett egy magas rangú, keresztény, gazdag hivatalnok (agens in rebus), aki a helyi lakosoktól értesült Ágoston megtéréséről és bölcsességéről, így magához hívatta. Ezt követően Ágoston Hippóban telepedett le, ahol gyakran eljárt a templomba. Azokban az időkben az volt a szokás, hogy a papokat és a püspököket a nép választotta, így amikor a görög származású Valerius püspök közölte a néppel, hogy szeretne valakit pappá szentelni, hogy segítségére legyen a latin nyelvben, a nép Ágostont választotta. 391-ben, harminchét éves korában vette fel a papi szentséget, ezt követően átköltöztette a thagastei cenóbiumot Hippóba. Még ugyanabban az évben a hippói Basilica Pacis kertben megépítették a második Ágoston-rendi kolostort.
Hippóban Ágoston tovább folytatta manicheus-ellenes törekvéseit: 392. augusztus 28-án és 29-én, két napon keresztül a manicheus Fortunatus nevű pappal folytatott vitát amelyet jegyzők és gyorsírók örökítettek meg. A feljegyzések szerint Fortunatusnak „sem a katolikus tanítást nem sikerült megdöntenie, sem saját igazságát bizonyítania”, így távozott Hippóból.
393-ban zsinat ült össze Hippóban, ahol Ágoston a Hitről és a Hitvallásról tartott beszédet, amelyet fel is jegyeztek, és mindmáig olvasható. Ezt követően Valerius püspök levelet írt Africa prímásának, Aureliusnak, hogy engedélyt kérjen Ágoston püspökké szenteléséhez. Aurelius megadta a beleegyezést, és Megalius, Numidia prímása, 396 elején püspökké szentelte Ágostont. Valerius még abban az évben meghalt, a nép Ágostont választotta utódjául. Ezt követően élete hivatali kötelességekre szorítkozott: vitatkozott a katolicizmus ellenfeleivel, zsinatokon vett részt, prédikált és elmélkedett. Életének hátralévő harmincnégy évében még számos könyvet, levelet írt: több mint száz művet hagyott hátra.
426-ban püspöki hivatalának gyakorlati és külső teendőit rábízta barátjára, Heraclitusra, és részben visszavonult a közélettől, csak szombaton és vasárnap prédikált. Szabad idejét írással töltötte, az elmúlt évek műveit (93 írás) tekintette át a Retractationes (Visszavonások) kétkötetes műben, annak érdekében, hogy a bennük esetlegesen felbukkanó tévedéseket, ellentmondásokat felszámolja. De az elkövetkező években még több más könyvet is írt.
429-ben nyolcvanezer főnyi vandál és alán sereg szállt partra Geiserich vandál király parancsnoksága alatt Mauritániában, és miután ezt a tartományt meghódította, tovább indult Numidia felé. Ágoston ekkor hetvenhatodik évében volt, súlyos asztmával küzdött. Amikor láza egyre súlyosbodott, halála előtt tizenegy nappal az orvosokon és az ételhordókon kívül mindenkit kitiltott a szobájából, egyedül akart lenni Istennel, és minden idejét imádkozással töltötte. Amikor az orvosok megtiltották, hogy olvasással fárassza szemeit, óriás betűkkel felíratta Dávid bűnbánó zsoltárjait egy táblára, és odaszögeztette ágya mellé a falra. 430. augusztus 28-án este halt meg.

## Munkássága

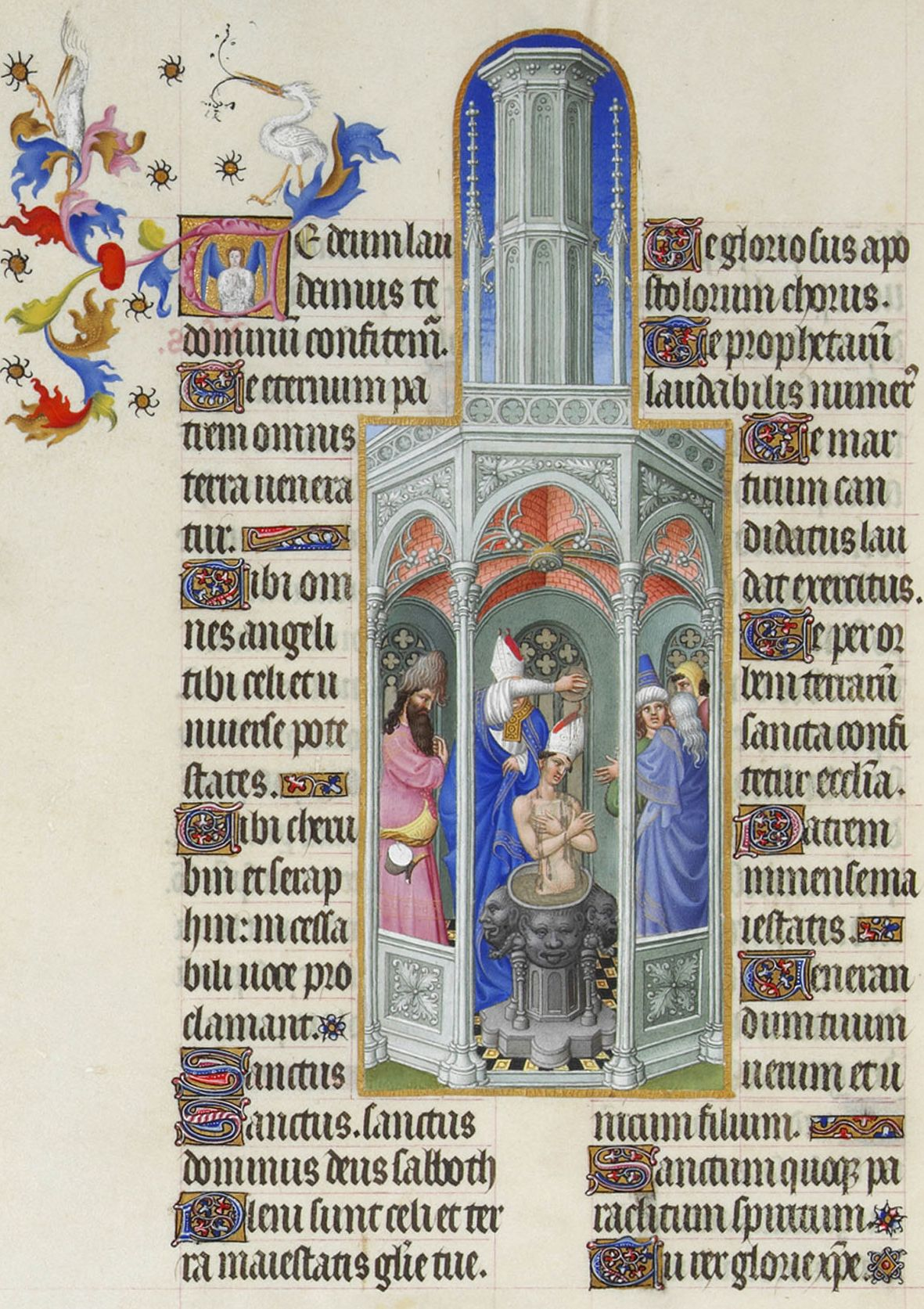
Késő középkori ábrázolás Ágoston megkeresztelkedéséről

Ágoston sokat írt, 93 önálló művéről tudunk. Első könyvét huszonhat évesen írta, amely egy kis esztétikai értekezés volt, és a Szépről és az arányosról címet viselte. A következő műve a Cassiacumban íródott Contra Academicos (Az akadémikusok ellen), amely filozófiai köntösbe burkolt hitvédelmi munka, a szkeptikus filozófia cáfolatát adja. Ugyanitt írta a De beata vita (A boldog életről) és a De ordine (A rendről) című műveit is, amelyekben erkölcsi kérdésekkel foglalkozott. Ágoston ekkor harminckettedik évében volt. Római látogatása idején íródott a Soliloquia (Beszélgetések önmagammal), magányos beszélgetések önmagával és Istennel.
Milánóban a nagyböjt ideje alatt kezdte el írni Plótinosz hatása alatt a De immortalitate animae (A lélek halhatatlanságáról) című művet. Nemsokára megalkotta a Grammatika című könyvét is és a Musica címűnek néhány alfejezetét. Terve az volt, hogy mind a hét szabad művészetről ír egy-egy könyvet, azaz össze akarta állítani a „tudás tükrét”. Csak a De Musica mű maradt fenn.
338-ban Rómában Siricius megbízásából írta a Keresztény egyház erkölcseiről és a Manicheusok erkölcseiről című munkáit. Ugyancsak Rómában kis értekezését a Lélek mennyiségéről címmel, amelyben a középkori miszticizmus mintaképe, az ágostoni misztika első változata olvasható.
Afrikába, Thagastébe való visszatérése után keletkeztek a De Genesi, De magistro (A mesterről) és a De vera religione (Az igaz vallásról) című művei. A De vera religione Ágoston első mesterremekének számít, ebben kísérletet tesz a teológia szintézisére.
392-ben a donatista egyházszakadás figyelmeztetésére írta a Psalmus abecedarius contra pater Donati (ABC zsoltár Donatus felekezete ellen) című verset. A donatisták ellen állami üldözést is szorgalmazott.
A kereszténység eltorzítása ellen Ágoston 412-ben írta meg e De peccatorum meritis (A bűnök érdemeiről) című művét, melynek mondanivalóját a De natura et gratia (A természet és kegyelem) címűben folytatta. Sok más, manicheus tanokat bíráló munkája íródott ezekben az években, amelyeket biblikus és hitvallási művek és az Eretnekségről című összefoglalás kísért.
Hosszú évek terméke egyik főműve a De Trinitate (A Szentháromságról), amely egyben legnagyobb dogmatikai munkája is. Tanításának lényege: Isten a legfőbb lét, a legfőbb jó, a gonosz egyenlő Isten tagadásával, s ez a teremtmények természetes állapota, ebből kell felemelkednünk.
Közben több kisebb művet is írt, amelyekben a szüzességről, a házasságról, a keresztségről, erkölcsi kérdésekről és a holtakról való gondoskodásról értekezett.
Több Biblia-magyarázatot, kommentárt is írt, amelyek közül a legfontosabb a Teremtés könyvéhez és a Zsoltárok könyvéhez írt kommentárok. Írt még a szerzetesi életről, püspöki évei alatt pedig a donatisták, manicheusok, pelagiánusok, ariánusok „eretnek” nézeteivel szállt szembe.

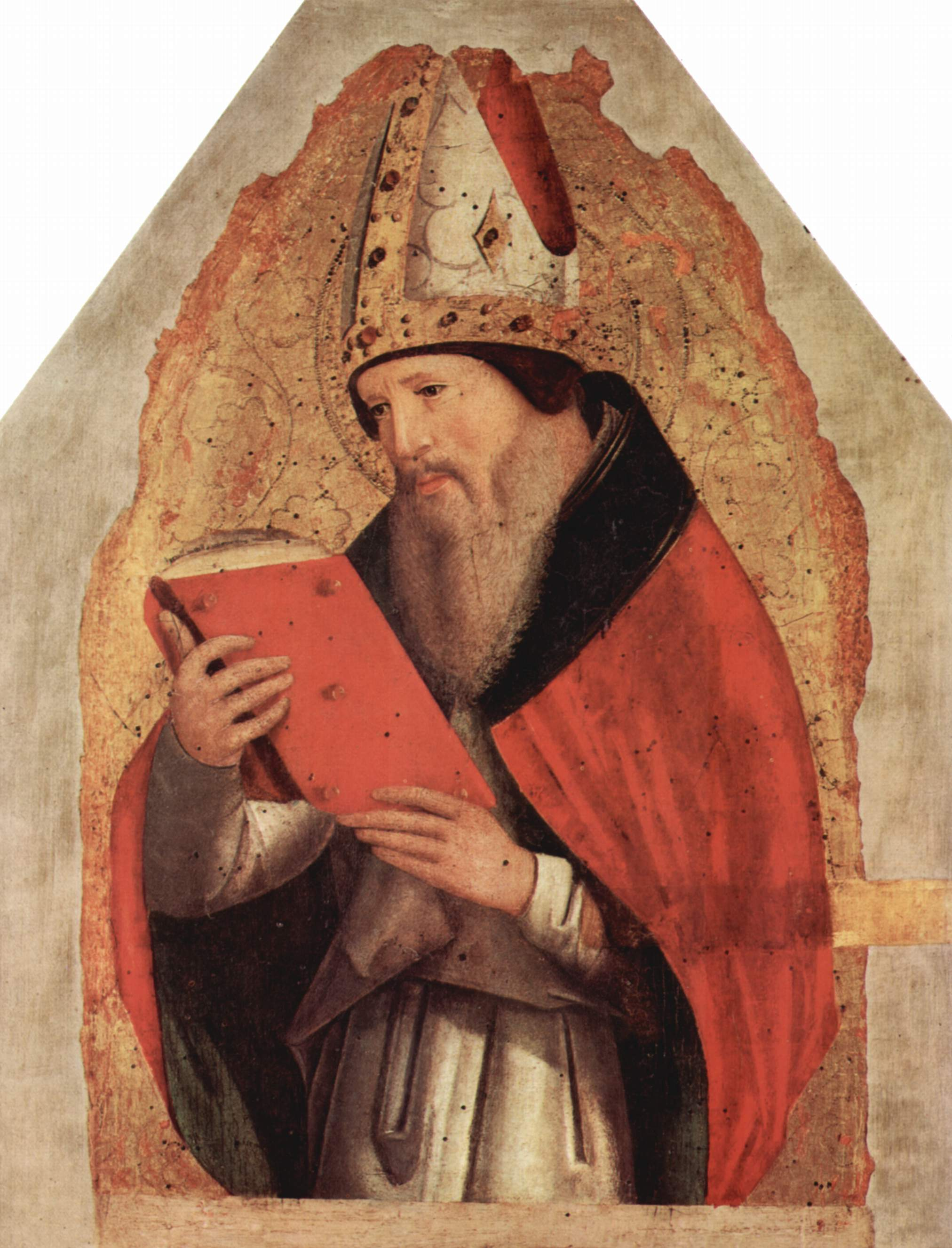
Museo Nazionale, Palermo: Szent Ágoston, Antonello da Messina festménye

Egyik legismertebb műve, a Confessiones (Vallomások) hippói püspöksége alatt íródott 397 és 398 között. Ebben az önéletrajzában bűnei beismerése mellett, Isten irgalmasságának, kegyelmének, bölcsességének dicsőítése is helyet kap, de filozófiai témájú értekezés is olvasható benne: a híressé vált ágostoni-idő valótlan voltáról olvashatunk a XI. könyvben.
413-ban Marcellius tribunus kérésére megírta a De civitate Dei (Az Isten Városáról) huszonkét kötetes munkáját, melyet Alarik gót vezér pusztító, Róma elleni hadjárata ihletett. Központi gondolata a két város a Civitas Deinek és a Civitas Diabolinak a szembeállítása: „Két szeretet alkotta a két várost. Vagyis a földi várost az Isten megvetéséig fajult önszeretetet; amely önmagában büszkélkedik, emez az Istenben. Ezért amaz az emberek dicsőségét hajhássza; emennek legnagyobb dicsősége Isten, a lelkiismeret bizonyossága.” Ezt a hatalmas terjedelmű művét 426-ban fejezte be.
Élete utolsó éveiben a Retractationes (Visszavonások) című műben számba vette 93 munkáját. Kronológiai sorrendbe rakta, illetve korrigálta őket.
Hetvenhétévesen 427-ben megírta a Specularum de Scriptura (A Szentírás tükre) bibliai szövegek gyűjteményét, majd 428-ban a De Haeresibus (Az eretnekségről) és a Tractatus adversus Judaeos (Értekezés a zsidók ellen). Ugyancsak 428-ban írta a Collatio cum Maximino és a Contra Maximum műveket. Az ezt követő évben Ágoston megírta Prospernek és Hilariusnak címzett két munkáját a De praedestinatione sanctorum (A szentek eleve elrendeléséről) és a De dono perseverantiae (Az állhatatosság adományáról).
Utolsó műve Contra Iulianum opus imperfectum (Csonka mű Julianus ellen) befejezetlen maradt, mert a hatodik könyv írása közben munkáját félbeszakította a halála.

## Végső nyughelye
Holttestét 724-ben Liutprand longobárd király vitette Szardíniáról Paviába. 1695-ben fedezték fel a kriptát, amiben megtalálták. Jelenleg a paviai Szent Péter-bazilika márványsírja őrzi a szent püspök földi maradványait, ezüst ereklyetartóban.

## Tanításai
Írásaiban különböző területekkel foglalkozott, beleértve a teológiát, a filozófiát és a szociológiát. Írásainak mennyiségét tekintve Aranyszájú János mellett a korai keresztény egyház legtermékenyebb tudósai közé tartozott.

### Tanítása az emberi megismerésről
A biztos megismerés lehetőségét tagadó szkeptikusokkal szemben, Ágoston szerint sok dologban lehetséges bizonyosságra jutni. Előfordulhat, hogy az ember ismereteiben sok tekintetben csalatkozik, ez azonban azt bizonyítja, hogy „ha csalatkozom, akkor vagyok”. Aki ugyanis nincs, az csalatkozni sem tud. Ágoston, platonikus hatásra az emberi megismerésnek három fokát különböztette meg: az érzékelést, a tudományt és a bölcsességet.
A megismerés legalacsonyabb fokának az érzékelést (sentire) tartotta. A platóni dualizmusnak megfelelően, Ágoston azt állította, hogy az érzékelés a lélek részéről tevékenység, s csak a test részéről szenvedés Az érzéki ismeret hiánya az érzékelhető tárgyak változékonyságából ered. Ennek ellenére, hogy az érzékelés viszonylagos, az érzékeink nem csapnak be bennünket. Az igazság az, hogy mi magunk csapjuk be magunkat akkor, amikor azt hisszük, hogy a dolgok a valóságban is úgy vannak, mint ahogyan az érzékek közvetítik őket.

### Tanítása Istenről
Az ágostoni tanításban Isten felfoghatatlan, de nem leírhatatlan, van valami a teremtett világban, ami alapján fogalmat alkothatunk róla. A teljes isteni nagyságot azonban a bűnös ember nem láthatja, mert Isten tulajdonságai azonosak lényegével.
Isten felfoghatatlan a tanítása szerint, és ez azért van így – írja Ágoston –, mert bár tudjuk, hogy létezik, nem tudjuk, hogy mit jelent. Halandó életünk során „csak tükör által” láthatjuk Őt. Isten felfoghatatlansága az emberi gyengeségből, hiányosságból adódik. Isten felfoghatatlanságának gondolatát Ágoston Órigenésztől vette át. De a tükör hasonlat megtalálható Theophilosz, Alexandriai Szent Atanáz és Szent Vazul gondolkodásában is. Ágoston tükörelmélete annyiban különbözik a többi tükörelmélettől, hogy nála a tükör nem teremtő isteni képmás, vagyis Ige, hanem teremtett emberi képmás, azaz értelem: „A tükör, amelyen át Istent látjuk, mi magunk vagyunk, az egyetemes emberi természet.” Az ember csak akkor ismerheti meg Istent, amikor a lélek elvált a testtől. Ágoston ezen elmélete azon az ógörög filozófiában fellelhető elméleten alapul, miszerint hasonló csak hasonlót képes megismerni (Platón, Empedoklész stb.),

### A teremtésről szóló tanítása

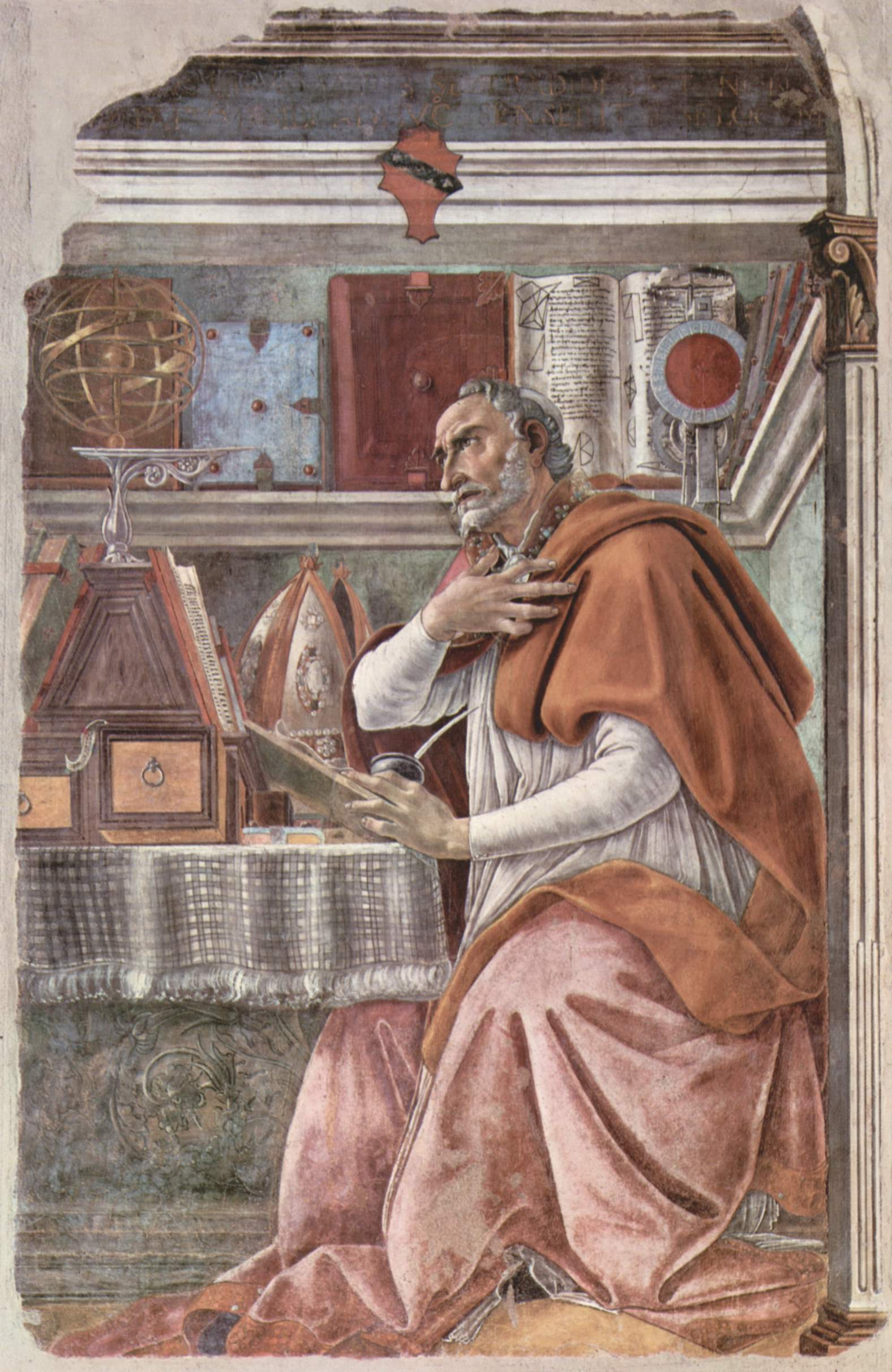
Sandro Botticelli Szent Ágoston című festménye

Ágoston szerint minden dolog Istennek köszönheti a létét. A létezők változékonysága és az a tény, hogy nem önmagukban hordozzák létezésük magyarázatát, valamilyen változatlan, önmagát alapozó lény létezésére utal. Az örök anyag létezését kizárta, azonban beszélt valamilyen forma nélküli anyagról amiből minden létrejött, azonban erről is azt állította, hogy Isten teremtménye.
A teremtés magyarázatában, Ágoston a sztoikus bölcseletre visszanyúló észcsírák (gör. logoi szpermatikoi) tanát és performista jellegű hipotézist állított fel. Abból az egzegétikai problémából indult ki, hogy míg a Teremtés könyve azt állítja, hogy Isten egymásután teremtette a létezőket, a Sirák fia könyve 18, 1-ben azt olvashatjuk, hogy Isten mindent egyszerre teremtett. Ágoston ennek a problémának a megoldását úgy magyarázta, hogy Isten a kezdetben mindent megteremtett, azonban a létezőket nem a tényleges, kifejlett formában alkotta meg, hanem észcsírát helyezett az anyagba. Ezek az észcsírák úgy működtek, mint valamilyen láthatatlan programok.

### Antropológiai tanítása
Szent Ágoston antropológiája platóni dualista jegyeket visel magán. Elmélete szerint, az ember sem test, sem lélek nélkül nem létezhet, s a testtel rendelkező lélek nem két személyt alkot, de a lélek értékesebb, fontosabb alkotórésze az embernek. Ezeket a feltételezéseket figyelembe véve, Ágoston a következőképpen határozta meg az embert: az ember eszes lélek, amely halandó és földi testet használ. A lélekről azt állította, hogy más mint tevékenységei. Birtokolja tevékenységeit, de nem azonos velük hanem inkább aktusaink belül maradó és vezérlő elveként aktusai fölött áll. A lélek anyagtalan szellemi valóság. Anyagtalanságát legfőképp az bizonyítja, hogy olyan valóságokat is képes megragadni, melyek nem anyagi természetűek.
Az emberek létrejöttét Ágoston azzal magyarázta, hogy Isten az emberek testét észcsírák (logoi szpermatikoi) formájában elhelyezte az anyagban. Mikor az észcsírák programjának megfelelően kialakult az emberi test, akkor a valószínűleg addig ugyancsak csíra formájában létező lélek egyesült a testtel. Az emberek utódainak létrejöttét Ágoston a generacionalizmus elvével magyarázta: Isten az első ember lelkében csíraszerűen elültette valamennyi utód lelkét is. Bár a lélek keletkezik, azaz nem öröktől fogva való, Ágoston azt állította, hogy keletkezését követően örökéletű lesz.
Ágoston az embert társadalmi lénynek írta le, akiket valamilyen társadalmi kötelék fűz egybe. Úgy gondolta, hogy az állam intézménye az ember természetében és természetes törekvéseiben van. A jó és igazságos államról pedig úgy gondolta, hogy csak akkor jöhet létre, ha az állam alárendelődik az egyháznak.
Ágoston társadalomfilozófiája két államra osztotta a mindenkori társadalmakat: az emberek vagy a Babilonnal jelképezett földi városba (civitas terrena), vagy a Jeruzsálemmel szimbolizált égi városba (civitas coelestis) tartoznak. A földi város az ördög állama, az égi város pedig Isten állama.

### Szent Ágoston erkölcsfilozófiája

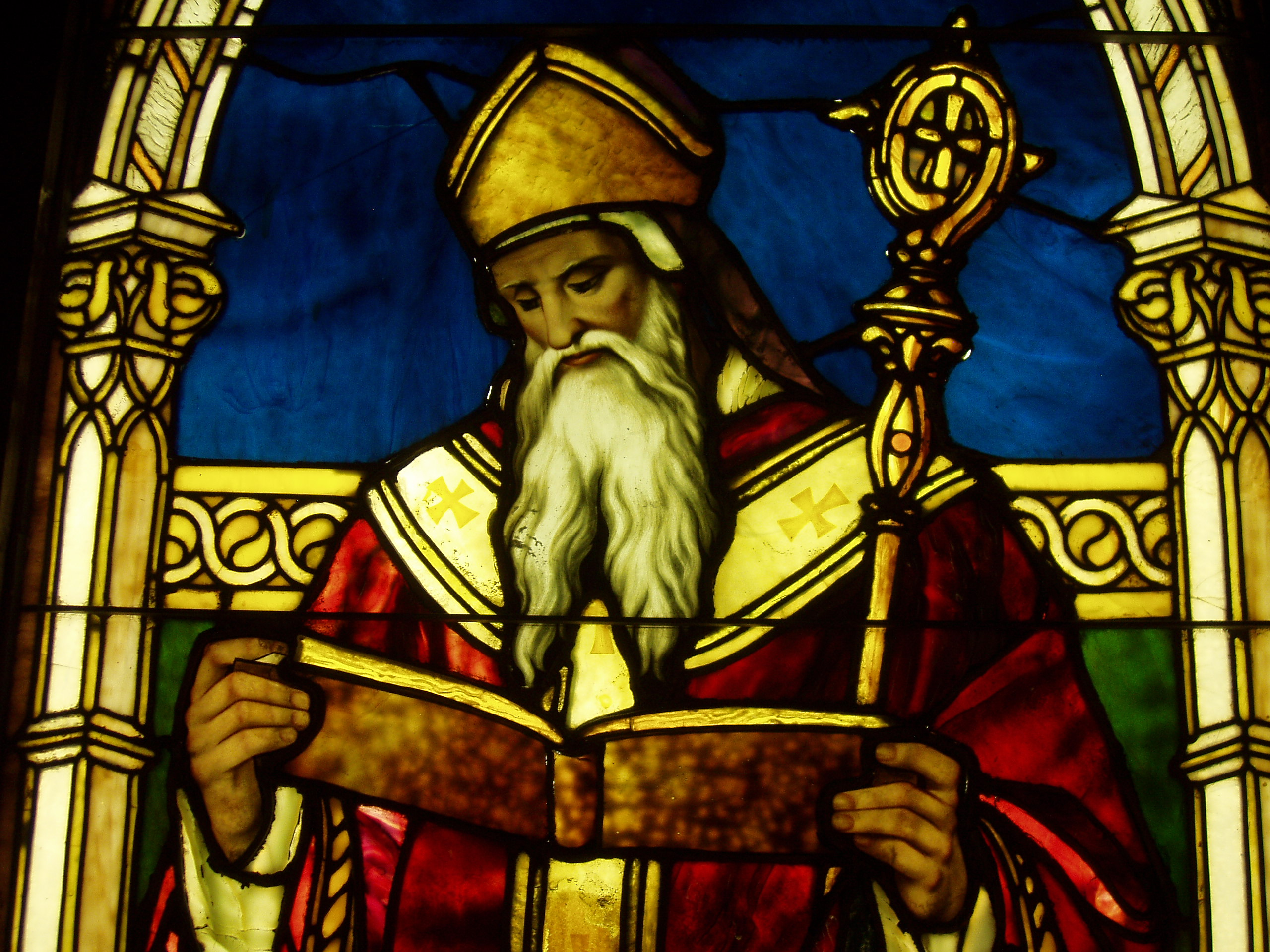
Szent Ágoston (Louis Comfort Tiffany alkotása)

Ágoston szerint az emberek tudatában vannak az alapvető erkölcsi követelményeknek és eszményeknek. Az erkölcsi törvények íratlan törvények, melyek az ember lelkébe vannak vésve.
Ágoston etikája annyiban megegyezik a görög felfogással, hogy az erkölcsös élet célját a boldogságban (eudaimonia) látta. Ám szerinte az embert egyedül Isten képes boldoggá tenni, azaz a változatlan jóhoz való ragaszkodásban érheti el a tökéletes boldogságot.
Azt, hogy mégis létezik bűn a világban, Ágoston az ember szabad akaratával magyarázta: az embernek megvan a lehetősége, hogy elforduljon a jótól, és a rosszat válassza.

### Tanítása az időről

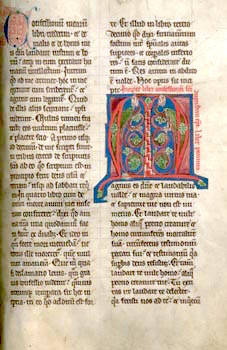
Részlet a Confessionesből (13. századi kézirat)

Szent Ágoston egyik leghíresebb elemzése az idő problematikájával kapcsolatos. Erről a Vallomások (Confessiones) XI. könyvében olvashatunk. Ebben nemcsak a tudatnak az időtapasztalatot konstituáló tevékenységét (memória) tárja fel, hanem az embernek mint időbeli lénynek a létállapotáról alapvetően mint az örök igazsággal kapcsolatban állóról elmélkedik. Ezen a ponton elfordult az addigi időelemzésektől, figyelmét a belső időtudat dimenziója fele irányította. Amennyiben az időt, mint valamilyen objektíven adottat szemléljük, kitűnik, hogy elkülönülő időpontokra esik szét. Ez azért van, mert a múlt már nincs, a jövő még nincs, a jelen pedig nem más mint egy parányi pont a múltnak a jövőbe való fordulása. Ebből látható, mondta Ágoston, hogy az időt nem illeti meg a lét fogalma.
Az, hogy mégis tapasztaljuk az időt, tudomásunk van róla, rendelkezünk az idő mértékével, azért lehetséges, mert az emberi elme rendelkezik azzal a képességgel, hogy azokat a nyomokat, amelyeket a futó érzéki benyomások hátrahagytak, mint képeket megőrizze, és ezzel időtartamot kölcsönözzön nekik. Így időről, csak mint jelen a múltról, jelen a jelenről és jelen a jövőről beszélhetünk. Ez a három idődimenzió pedig kizárólag az ember lelkében található meg, azaz lélekben mérjük az időt. Az emlékezés: jelen a múltról, a szemlélet: jelen a jelenről, a várakozás: jelen a jövőről. Az idő problémájának kulcsa tehát az emlékezet megjelenítő tevékenységében és elvárásainkban van.

## Hatása az utókorra

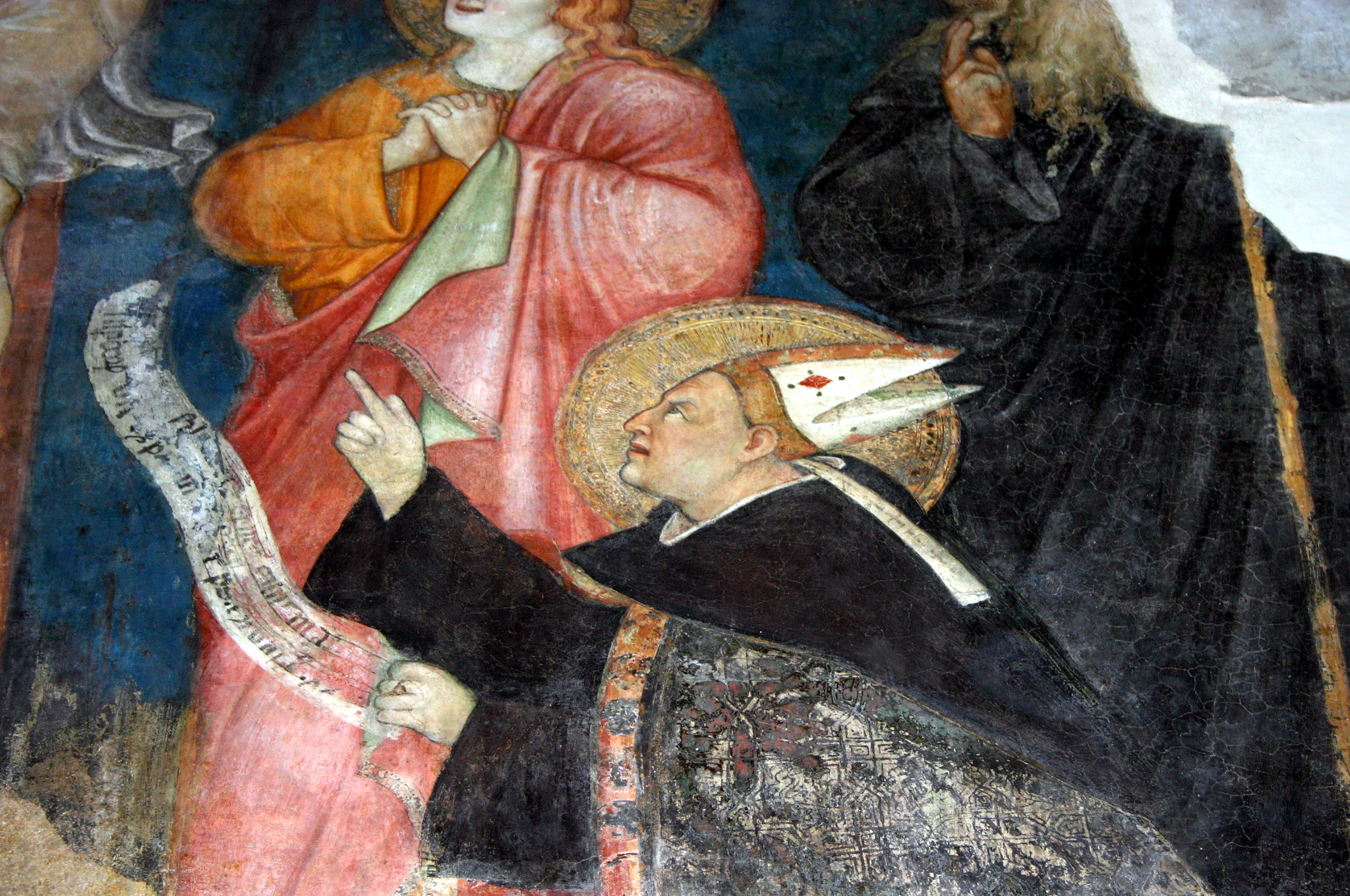
Ismeretlen, 14. századi lombard festő alkotása Ágostonról a milánói Szent Márk-templomban

Maradandó hozzájárulást tett a keresztény teológiához és erős befolyást gyakorolt a keresztény tanítás dogmatikájára. Az Újszövetségen kívül talán ő "minden idők legbefolyásosabb keresztény gondolkodója". Ágoston központi szerepe a nyugati kereszténységben talán Mózes befolyásához hasonlítható a judaizmusban. Természetesen mondható, hogy Nagy Konstantin császár, aki 313-ban nyilvánosan elismerte a kereszténységet, vagy I. Theodosius császár, aki a 4. század végén a kereszténységet államvallássá nyilvánította, nagyobb befolyással volt a kereszténységre, mint Ágoston. De Konstantin és Theodosius csak politikai eszközként használta a kereszténységet.
A patrisztikus korszakban a katolikus egyház egyik legfontosabb atyjaként tartották számon, de intellektuális hagyatékának számos eleme máig elevenen él a keresztény teológiában és bölcseletben: ilyen platonizmusa, a kegyelemről való tanítása, az isteni eleve elrendelés felé hajló véleménye, Istent a Jóval és a Széppel összekapcsoló eszméje.
A tiszteletére egy mozgalmat is elneveztek, ez az ágostonizmus  amely egy filozófiai és teológiai rendszer és összhangban van az alapgondolataival.
A szerzeteseknek szabályrendszert dolgozott ki, amely a közösségben megélt vallási élet vázlataként szolgál. Ez lett az ún. Szent Ágoston regulája, a nyugati kereszténységben a legrégebbi szerzetesi regula. Az Ágoston rend védőszentje lett.
Az antikvitás végén ő fektette le a „keresztény filozófia” alapjait, s ezzel a középkori gondolkodás úttörőjévé vált. Aquinói Tamás sokat vett át a teológiájából, miközben Arisztotelész művének újrafelfedezése után megalkotta a görög és a keresztény gondolkodás sajátos szintézisét.
A tomizmus 13. századi megjelenéséig erős befolyást gyakorolt a nyugati teológiára. Ekkor élénk viták alakultak ki az ágostonosok és a tomisták között. A tomista oldalon a domonkosokat találjuk, míg az ágostoni oldalon Bonaventurát és a Duns Scotus körüli ferenceseket. 
Ezt követően a katolicizmusban csökkent a teológiai befolyása, de például a későbbi janzenisták körében erős maradt.
A 18. század után  Ágoston teológiája elvesztette hatását, de filozófiáját továbbra is nagyra értékelték.
A zsidóellenesség (Tractatus adversus Judaeos), az „igazságos isteni háborúkba” vetett hit és az emberi ösztönnel ellenséges szexuális etikai  írásai egészen a modern időkig hatással voltak. Az eredendő bűnről szóló bujaság tanában (concupiscencia) azt állította, hogy bármilyen szexuális vágy bűnre készteti az embereket. Tanításai formálták a szexuális etikát a keresztény Európában, egészen napjainkig, különösen a keresztény szerzetesség és a papi cölibátus igazolására.

### Protestantizmus
Írásai jelentős hatást gyakoroltak a protestantizmus tanításának antropológiai oldalára (Luther és Kálvin).
Az anglikán közösségben szent és kiemelkedő egyházdoktor.
Luther Mártonra maga is ágostonos szerzetes volt a pályafutása elején. Luther a bibliamagyarázataiban 270 alkalommal hivatkozott Ágoston művére. Átvette Ágoston ellentétét Isten városa és az emberek városa között, és Krisztus elsőbbségére helyezte a hangsúlyt. Így különböztette meg Isten országát, „a kegyelem, a hit, a szeretet, az Isten szavának, az evangéliumi parancsolatoknak a birodalmát” a világ országától, „a kard országától”.
Kálvin Jánost mélyen áthatotta Ágoston munkája, nevezetesen Az Isten városa, amelyet alaposan tanulmányozott. Fő művében, a Keresztyén vallás rendszerében 1700-szor idézi Ágostont, és további 2400-szor hivatkozik rá anélkül, hogy őt idézné. A genfi teológus Ágostontól vette át azt a nézetet, amely szerint az eretnekségek ellen harcolni kell. Számára „Isten kardot adott a bíráknak, hogy szükség esetén megvédjék Isten igazságát, megbüntessék az eretnekeket, akik megdöntik azt.”
Sok protestáns, különösen a kálvinisták a reformáció egyik teológiai atyjaként tartják számon, az isteni kegyelemről szóló tanítása miatt. A predesztinációról szóló tana a kálvinizmus és a tőle elszakadt csoportok teológiájának az alapja  lett.

### Ortodox kereszténység
Az ortodoxok jórésze „Boldog Ágostonnak” vagy „Boldog Szent Ágostonnak” nevezi, nem annyira teológiai tanításai, mint inkább spiritualitásról szóló írásai miatt.
Bár úgy vélik, hogy bizonyos pontokon tévedett, hatással volt néhány keleti egyházatyára, leginkább Palamasz Gergelyre.

### Újkori filozófusok, gondolkodók
Ágoston gondolatai nagy hatást gyakoroltak a 17. században, ihlette Malebranche és Leibniz teodiceáit és számos más újkori gondolkodót, többek között Descartes-ot is.
Filozófiai módszere, ahogyan azt különösen a Vallomásokban alkalmazza, a 20. század során hatást gyakorolt a kontinentális filozófiára. Ágoston ihlette a fenomenológia és a hermeneutika kulcspontjait. Heidegger a Lét és idő című könyvében többször hivatkozik Ágoston filozófiájára.

## Kritika
Tanításai a reformációig nagyrészt vitatlanok voltak a katolikus keresztény Európában. Csak a protestáns teológia, valamint az   individualizmus, szubjektivizmus  és biblicizmus  kezdte kritizálni különféle állításai miatt (az eredendő bűn tana, a purgatórium tana és mások). Ennek eredményeként egyes teológusok és történészek arra az álláspontra helyezkedtek, hogy Ágoston tanításait nagymértékben befolyásolták más vallások és hagyományok (pl. a manicheizmus és az újplatonizmus) és számos elképzelése bibliailag tarthatatlan. Például a manicheizmusban is erősen uralkodó meggyőződés volt a dualizmus, a purgatórium tana, a pokol tana, az eredendő bűn tana, a kettős predesztináció, valamint a testtel és a szexualitással szembeni ellenségesség tana. Összességében e kritikusok szerint Ágoson szinte a felismerhetetlenségig összekuszálta a keresztény tanításokat.
Nézeteit bírálják, mert platonizmussal és/vagy újplatonizmussal szennyezett,
és a platonizmus beépült a keresztény nézetekbe. Filozófiája nagyrészt Platóntól eredeztethető, de keresztény nézőpontban módosította azt.
Ágoston határozottan ellenezte Jeromost a teljes Biblia latinra fordítása miatt (Vulgata), mivel az utóbbinak szokása volt tanácsot kérni a rabbiktól az Ószövetség egyes héber kifejezéseinek értelmezéséhez. Számára a rabbi szó mestert jelent, de nincs más mester, mint Krisztus.
Bírálták Ágostont, mint „az eredendő bűn igazi feltalálóját”.
Sokan megdöbbentőnek tartják azt, hogy Ágoston számára a kereszteletlen gyermekek a pokolba kerülnek, mert már az anyaméhben bűnösök voltak.
Az ortodox kereszténységben egy kisebbség véleménye szerint Ágoston eretnek, elsősorban a Szentlélekre vonatkozó filioque záradékkal kapcsolatos álláspontja miatt.
Vallási szűklátókörét mutatja, hogy szerinte a zsidóknak „fel kell ismerniük, hogy a keresztény egyház az igazi Izráel, ezért csak mint keresztények lesznek megváltva”. Antiszemitizmusát mutatja, hogy szerinte a zsidók felelőssége Jézus keresztre feszítésben öröklött tulajdonság volt.
Ágoston Lukács ev. 14:23-ra hivatkozott ("kényszeríts mindenkit, jöjjön el, hadd teljen meg a házam"), hogy támogassa az „eretnekekkel” szemben az erőszak alkalmazását.  Az egyház elfogadta az elméletét és többek közt ezzel igazolták később az inkvizíciót is. Az ő útmutatása lehetővé tette, hogy emberek millióit, még gyerekeket és aggastyánokat is, betegeket és nyomorékokat kínzókamrákba, börtönök sötétjére küldjenek, miközben ő maga álszent módon arra intette az államot, hogy kímélje az áldozatok életét.

## Magyarul megjelent művei

### 1919-ig
- Szent Agoston doctornac elmelkedö, magan beszellö es naponkent valo imadsagit az keresztyen attyafiáknac epületire; ford. Pécsi Lukács; Typ. Capituli, Nagyszombat, 1591
- A léleknek Istennel való magános beszélgetési, mellyek elsöben amaz emlekezetes Agoston doctorul deák nyelven irattattak: mostan penig az Isten házának javára, s tekintetes nemzetes vitézlö Gyürki Pal urnak, kegyes buzgóságából származott kivánságára, magyar nyelvre fordittattak, Erdödi János a debreczeni Collegiumnak edgyik méltatlan tagja által; Kassai Pál, Debrecen, 1689
- Poenitentia az-az Szent Ágoston elmélkedési, és lelkinek Istennel magánossanvaló beszélgetésinek könyvei; ford. Simonyi Ambrus; Klastrom Ny., Csíksomlyó, 1766
- Ama szentséggel, és bölcsességgel tündöklő hipponi püspöknek Sz. Ágostonnak Istennel-való magános-lelki beszélgetései; ford. Lepenyei János; Landerer Ny., Buda, 1766
- Ágoston, Szent, hármas levele, mellyeket meg-magyarázott és oktató fejtegetésekkel eléadott Molnár János; Landerer, Pozsony, 1780
- Szent Ágoston vallomásainak 13 könyvei; ford. Pongrácz József; Totth Ny., Veszprém, 1842
- Szent Ágoston hippói püspöknek magánbeszédei vagy A lélek istenneli magánbeszédeinek könyve; ford. Babócsay Pál Ágoston; Beimel és Kozma Ny., Pest, 1858
- Szent Ágoston Az Isten városáról írt XXII könyve, 1–3.; ford. a Pesti Növendékpapság Magyar Egyházirodalmi Iskolája; Boldini Ny.–Emich Ny., Pest, 1859–1861
- Szent Ágoston atya regulája s az irgalmas-rendi Testvéreknek Istenes szent Jánostól adott rendialkotmány, továbbá: rendi szertartáskönyv, pápai határozatok és általános rendeletek; Wigand Ny., Pozsony, 1895
- Szent Ágoston reguláinak magyar fordítása Coelius (Bánffy) Gergelytől. 1537; sajtó alá rend., bev., Dézsi Lajos; Akadémia, Bp., 1900 (Értekezések a nyelv- és széptudományok köréből)
- Szent Ágoston vallomásai, 1–2.; ford. Vass József; Élet, Bp., 1917

### 1920–1944
- A lélek Istennel való magányos beszélgetéseinek könyve; ford. Némethy Ernő; Élet Ny., Bp., 1922
- Szemelvények Augustinus vallomásaiból; Ifjú Erdély, Torda, 1926
- Szent Ágoston szabályai és konstitutiók az angersi Jó Pásztor Szeretetéről nevezett Miasszonyunk szerzetesnői számára; ford. a Miasszonyunk budapesti szerzetesnői; Debreczenyi Ny., Székesfehérvár, 1927
- Szent Ágoston elmélkedései; ford. Eőri János; Hesz–Végh Ny., Tata, 1928
- A Szent Ágoston szabályait követő Mi Asszonyunkról nevezett Női Kanonokrend Konstituciói és Szent Ágoston Szabályai fejezetekre osztva; Debreczenyi Ny., Székesfehérvár, 1931
- Szent Ágoston psalmusa az eretnekek ellen; In: Babits Mihály: Amor Sanctus – A középkor latin himnuszai, Magyar Szemle Társaság, Budapest, 1933, 66–68. o.
- Másfélezeréves igék. Szemelvények Szent Ágoston beszédeiből; Szalézi Művek, Rákospalota, 1935 (A lelkiélet kis könyvei)
- A legméltóságosabb Oltáriszentség megígérése. Szent János evangéliumának 6. fejezete Szent Ágoston magyarázata szerint; ford. Nagy Imre Leó; Szalézi Művek, Rákospalota, 1938 (A lelkiélet kis könyvei)
- Isten városáról, 1–2.; ford. Földváry Antal; Dunántúl Ny., Bp., 1942
- Szent Ágoston vallomásai; bev., ford. Horváth Miklós; Officina, Bp., 1942 (Officina könyvtár)
- Szent Ágoston vallomásai; ford., jegyz. Balogh József; Parthenon–Franklin, Bp., 1943
- A keresztény tanításról; ford., bev., jegyz. Városi István; Szent István Társulat, Bp., 1944 (Keresztény remekírók)

### 1945–1989
- Hozzád kiáltok. Imák – elmélkedések a Soliloquia néhány fejezetéből; ford. Rezek Román; Amerikai magyar kiadó, Köln, 1952
- Kecskés Pál: Szent Ágoston breviárium, Szent István Társulat, Budapest, 1960, 480 p.
- Szent Ágoston vallomásai; ford., bev., jegyz. Városi István; Ecclesia, Bp., 1974
- Vallomások; szerk. Láng Rózsa, ford. Városi István, lektor Vidrányi Katalin; Gondolat, Bp., 1982 (Etikai gondolkodók)
- A Szentháromságról; ford., bev. jegyz. Gál Ferenc; Szt. István Társulat, Bp., 1985 (Ókeresztény írók) ISBN 963-360-322-6, 527 p.
- Fiatalkori párbeszédek; szerk. Vanyó László, ford. Bolberitz Pál, Sarbak Gábor, Vanyó László; Szt. István Társulat, Bp., 1986 (Ókeresztény írók), ISBN 963-360-338-2, 714 p. (ebben: A Boldog Életről [De Beata Vita], Beszélgetés Önmagammal [Soliloquia], A Rendről [De Ordine], A Szabad Akaratról [De Libero Arbitrio])
- Vallomások (Confessiones, ford. Városi István), Gondolat kiadó, Bp., 1987
- A boldog életről / A szabad akaratról; utószó, jegyz. Kendeffy Gábor, ford. Tar Ibolya; Európa, Bp., 1989, ISBN 9630749882, 317 p.

### 1990–től
- A teremtés könyve szó szerinti értelmezésben; in: Steiger Kornél: Bevezetés a filozófiába – szöveggyűjtemény, Holnap Kiadó, 1992, Budapest, ISBN 9633450918, 343 p.
- Szent Ágoston regulája. Egy szív, egy lélek; összeáll. M. Alessandra Macajone, ford., tan. Puskely Mária Kordia ; Szt. István Társulat, Bp., 1992
- A Lélek Istennel Való Magányos Beszélgetéseinek Könyve; ford. Némethy Ernő; Seneca kiadó, Dunaújváros, 1995
- A boldog életről / A szabad akaratról; ford. Tar Ibolya, utószó, jegyz. Kendeffy Gábor; 2. jav. kiad.; Európa, Bp., 1997, ISBN 963-07-6253-6, 251 p.
- Szent Ágoston breviáriuma. Szent Ágoston gondolatai, útmutatásai az esztendő minden napjára; összeáll. Gellért páter; Szt. Gellért, Bp., 1998
- A hit és a hitvallás (De fide et symbolo [A hit és a hitvallás], Deagone Christiano [A keresztyén küzdelem], és Sermo ad catechumenos de symbolo [Beszéd a hitvallásról hitjelölteknek]), Koinónia Kiadó, 1999, ISBN 9789739890359, 136 p.
- De catechizandis rudibus / A képzetlenek hitre neveléséről; ford. Pénzes János, tan., jegyz., szöveggond. Odrobina László; Agapé, Novi Sad, 2001 (Patrisztikus füzetek)
- A Teremtés Könyvéről a Manicheusok Ellen (De Genesi Contra Manichaeos); ford. Heidl György; Paulus Hungarus–Kairosz, Bp., 2002, ISBN 9639406929, 163 p.
- A keresztény tanításról; ford. Városi István, átdolg., előszó, jegyz. Böröczki Tamás; Paulus Hungarus–Kairosz, Bp., 2001 (Catena. Fordítások)
- Magyarázatok a hitvalláshoz; ford., jegyz. Heidl György, szerk. Herczeg Zsuzsanna; Paulus Hungarus–Kairosz, Bp., 2003 (Catena. Fordítások) ISBN 9639484318, 234 p.
- Szent Ágoston levelei. 1–29.; ford., utószó, jegyz. Óbis Hajnal; Attraktor, Máriabesnyő–Gödöllő, 2004 (Fontes historiae antiquae)
- Szent Ágoston misztikája; ford., előszó, jegyz., szerk. Heidl György; Paulus Hungarus–Kairosz, Bp., 2004
- Isten városáról, 1–4.; Kairosz, Bp., 2005–2009
  - 1. ford. Földváry Antal; 2005, ISBN 9789637510113, 408 p.
  - 2. ford. Földváry Antal; 2005, ISBN 9789637510786, 328 p.
  - 3. ford. Földváry Antal, 2006, ISBN 9789637510427, 436 p.
  - 4. ford. Dér Katalin, Heidl György; 2009, ISBN 9789636622855, 560 p.
- A boldog életről / A rendről / A türelemről; ford. Sarbak Gábor, Fodor Nóra, Tuba Iván, bev. Perendy László; Jel, Bp., 2008 (Erkölcsteológiai források)
- Beszédek Szent János evangéliumáról, 1–3.; ford. Révészné Bartók Gertrud, jegyz. Révészné Bartók Gertrud, Vanyó László; Jel, Bp., 2008–2011
  - 1. I–XXX. beszéd, ISBN 9789639670419, 392 p.; 2008
  - 2. XXXI–L. beszéd, ISBN 9789639670815, 246 p.; 2010
  - 3. LI–CXXIV. beszéd, ISBN 9789639670990, 400 p.; 2011
- Szeress, és tégy, amit akarsz! Szent Ágoston gondolatai, útmutatásai az esztendő minden napjára; Szt. Gellért, Bp., 2009
- Szent Ágoston: A keresztény tanításról, Kairosz Kiadó, Budapest, 2012, ISBN 9789639302617, 320 p.
- Szent Ágoston levelei (1*–29*), Attraktor Könyvkiadó Kft., 2013, ISBN 9786155257445, 228 p.
- Szent Ágoston regulája; ford. Puskely Mária; Jel, Bp., 2014 (Keresztény lelkiség könyvtára), ISBN 9786155147425, 132 p.
- Szent Ágoston vallomásai; ford. Vass István; Szent István Társulat, Budapest, 2015, ISBN 9789633615799, 464 p.
- Írások a kegyelemről és az eleve elrendelésről (De correptione et gratia, De natura et gratia, De praedestinatione sanctorum); ford., vál., bev. Hamvas Endre; KRE–L'Harmattan, Bp., 2015 (Károli könyvek. Műfordítás, forrás) ISBN 9789632369563, 268 p.
- Lelki alakformálás. Szent Ágoston beavató beszédei; ford., jegyz. Heidl György; Keresztény Örökség Kutatóintézet–Kairosz, Pécs–Bp., 2015 (Catena. Fordítások), ISBN 9789636627997, 204 p.
- A hét bűnbánati zsoltár magyarázata. A 6., 31., 50., 101., 129. és a 142. zsoltár; ford. Diós István; Jel, Bp., 2016 (Keresztény lelkiség könyvtára), ISBN 9786155147630, 272 p.
- Zsoltármagyarázatok; ford. Diós István; Jel, Bp., 2017–
  - 1. 1–33. zsoltár; 2017
  - 2. 34–53. zsoltár; 2017
  - 3. 54–70. zsoltár; 2017
- Úton Isten felé. Szent Ágoston 1200 iránymutató gondolata latinul és magyarul; összeáll. Kiss Bernadett; Tinta, Bp., 2018 (Iránytű)
- Hadd ismerjelek meg, Uram, téged! Szent Ágoston imádságai; ford. Diós István; Jel, Bp., 2018
- Magyarázatok Szent Ágoston Regulájához; bev., jegyz. Tarsicius Jan van Bavel, ford. Jakits Orsolya M. Johanna; Premontrei Női Kanonokrend, Zsámbék, 2021 (Premontrei könyvek)
- Levelek a donatisták ellen; ford. Hamvas Endre Ádám, Szabó Ádám Ágoston; Szt. István Társulat, Bp., 2022 (Patrisztikus füzetek)

## Életrajza magyarul
- Serge Lancel: Szent Ágoston, Európa Könyvkiadó, 2004 ISBN 2310001392164
- Possidius: Szent Ágoston élete (ford. Győrffy Andrea) IN: A III–IV. század szentjei, Jel Kiadó, 1999, Budapest, ISBN 963-8344-78-4
- Giovanni Papini: Szent Ágoston (ford. dr. Révay József); Kairosz Kiadó, 1998 ISBN 963-9137-28-6

## Az internetről elérhető Szent Ágoston-művek
- Isten városáról (De civitate Dei)
- Vallomások (Confessiones)
- Szent Ágoston regulája
- Divi Aurelii Augustini Hipponensis episcopi haereseon catalogus
- Sententiae ex libris pandectarum iuris civilis decerptae